# Sylvain de Levroux
Pour les articles homonymes, voir Saint Sylvain.
Sylvain de Levroux (ou Silvain) est un saint, très probablement légendaire, du Berry. Il est fêté le 22 septembre.

## Tradition
Sylvain aurait été envoyé en Gaule par saint Pierre lui-même, en compagnie de saint Sylvestre. Arrivé à Gabatum, qui serait Levroux, aujourd'hui dans l'Indre, Sylvain baptise une femme, Rodène, qui décide de le suivre. Son mari, Corusculus, les poursuit, mais à la suite de plusieurs miracles, Corusculus, ses compagnons, puis tous les habitants de Gabatum se convertissent et une église est bâtie. Sylvain est par la suite le patron de l'église collégiale de Levroux, tandis qu'une fontaine porte à Levroux le nom de Sainte-Rodène.
Saint Ursin, premier évêque figurant sur les listes ecclésiastiques de Bourges, est généralement situé au IIIe siècle ou au début du IVe siècle et certains critiques estiment que la christianisation du Berry ne peut être très antérieure. Pourtant, certaines traditions racontent qu'un Ursin, qui aurait connu l'apôtre Pierre, aurait été envoyé en Berry par saint Clément, le deuxième, troisième ou quatrième évêque de Rome — souvent anachroniquement paré du titre de pape —, donc avant son exil dans le Cherson (vers 100) et sa mort dans les premières années du règne de Trajan. On estime en général que, dans le cas de Sylvain comme dans celui d'Ursin, il s'agit de souligner l'ancienneté de la communauté chrétienne de Bourges, ville qui est devenue par la suite siège d'un archevêché, en la faisant remonter au Ier siècle.
On montre à La Celle (Cher) le tombeau de saint Sylvain, dont les reliques furent transportées de Levroux à La Celle au XVe siècle. Le tombeau a d'abord été installé dans la chapelle Saint-Sylvain, aujourd'hui en ruines, puis transféré dans l'église Saint-Blaise en 1897.
Le prénom Silvain ou Sylvain était souvent donné en Berry du XVIIe siècle au XIXe siècle.

## Hypothèse
En 1904, Ernest Rupin a émis l'hypothèse que Sylvain de Levroux puisse être Zachée, le publicain de Jéricho qui devient un disciple de Jésus. Son raisonnement se fonde sur le fait qu'il est appelé Sylvain-Zachée dans un missel manuscrit datant peut-être du XIVe siècle et conservé à la bibliothèque municipale de Châteauroux. Comme Zacchée est traditionnellement identifié à saint Amadour du Quercy, il en a conclu que c'était les deux mêmes personnages. Toutefois Zacchée est une forme dérivée de l'araméen Zakkaï, qui veut dire "le Juste". Un cognomen que portent beaucoup de membres du mouvement créé par Jésus et qui est même donné à Jésus lui-même dans le discours qu'a prononcé Étienne, le premier martyr exécuté en présence de saint Paul et avec son approbation, avant que celui-ci ne rencontre Jésus, toujours vivant après sa crucifixion, alors qu'il allait atteindre la ville de Damas. C'est par exemple aussi le nom de Jacques le Juste, frère de Jésus à qui il a confié la direction de son mouvement, le surnom d'un autre frère de Jésus appelé Joseph Barsabbas et dont les Actes des Apôtres disent qu'il était surnommé "Justus" (le Juste en latin). C'est aussi le surnom d'un fils de Jacques le Juste, appelé lui aussi Judas Barsabbas et aussi connu sous le nom de Justus, qui deviendra le troisième évêque de Jérusalem. Dans le mouvement de Jésus, il existe de nombreux autres Juifs qui sont appelés ou surnommés Zacchée/Zakkaïe/Justus/le Juste et le fait que Sylvain et Zacchée portent le même surnom ne prouve absolument pas qu'il s'agit du même personnage. L'hypothèse d'Ernest Rupin n'a rencontré aucune réception auprès de la critique.